# Milanko
Milanko je moško osebno ime.

## Izvor imena
Ime Milanko je različica moškega osebnega imena Milan.

## Pogostost imena
Po podatkih Statističnega urada Republike Slovenije je bilo na dan 31. decembra 2007 v Sloveniji število moških oseb z imenom Milanko: 73.

## Osebni praznik
Osebe z imenom Milanko lahko godujejo takrat kot osebe z imenom Milan.